# امیدجان عثمانف
امیدجان عثمانف (به انگلیسی: Umidjon Ismanov) زاده زاده ۱۳ نوامبر ۱۹۸۹، کشتی گیر ازبکستانی است.  از افتخارات این کشتی گیر می توان به کسب مدال برنز بازی‌های آسیایی ۲۰۱۴ اشاره کرد. 